# Рыцари неба
«Рыцари неба» (фр. Les Chevaliers du ciel) — французский приключенческий боевик 2005 года. Получил многочисленные отзывы критиков в профильных СМИ различных стран мира: еженедельник «Variety» (США), интернет-обзор OutNow.CH (Германия), «Коммерсантъ» (Россия) и так далее, особенно в сравнительном анализе с фильмом «Лучший стрелок».
 По мотивам сюжета из серии комиксов Жана-Мишеля Шарлье и Альбера Удерзо «Приключения Танги и Лавердюра». Рейтинг-NC-17.

## Сюжет
Фильм описывает приключения двух опытных лётчиков в наши дни. Во время показательных полётов на авиасалоне был похищен новейший истребитель Dassault Mirage 2000 с полным боекомплектом. На его перехват вызывают два истребителя с близлежащей авиабазы. Поскольку угнанный самолёт начал огневую атаку перехватчиков, командир «связки» решается взорвать его. Затем события развиваются таким образом, что в конечном счёте только эти двое пилотов спасают Париж от атаки террористов.

## В ролях
| Актёр           | Роль                    |
| --------------- | ----------------------- |
| Бенуа Мажимель  | Антуан Маршелли         |
| Кловис Корнийяк | капитан Себастьян Валуа |
| Жеральдин Пелас | Маэль Кост              |
| Алис Тальони    | капитан Эстель Касс     |
| Филипп Торретон | Бертран                 |
| Рей Рейс        | капитан Лесли Хеджет    |
| Питер Хадсон    | генерал Бьюкенен        |
| Жан-Батист Пюэк | Айпод                   |
| Кристоф Реймонд | Стэн                    |
| Фиона Курзон    | миссис Редгрейв         |

## Съёмочная группа
- Режиссёр — Жерар Пирес.
- Сценарист — Жиллес Маленкон.
- Композитор — Крис Корнер.
- Монтажёр — Вероника Ланге.

## Музыка в фильме
1. Chris Corner – "Attack 61" (02:51)
2. Chris Corner – "We Rise" (03:10)
3. Thirteen Senses – "Into The Fire" (03:36)
4. Chris Corner feat. Sue Denim – "Gonna Wanna" (02:52)
5. Chris Corner feat. D. Manix – "Sugar Jukebox" (02:10)
6. Chris Corner feat. Sue Denim – "Girl Talk" (02:08)
7. Ghinzu – "Cockpit Inferno" (03:50)
8. Chris Corner feat. Sue Denim – "You're The Conversation (I'm The Game)" (03:55)
9. Placebo – "The Crawl" (02:58)
10. Chris Corner – "The Clash" (03:47)
11. Chris Corner – "14th Of July" (01:47)
12. I Monster – "Heaven" (03:55)
13. Chris Corner – "You're The Conversation (I'm The Game)" Original Version (03:02)